# Vieilles vignes

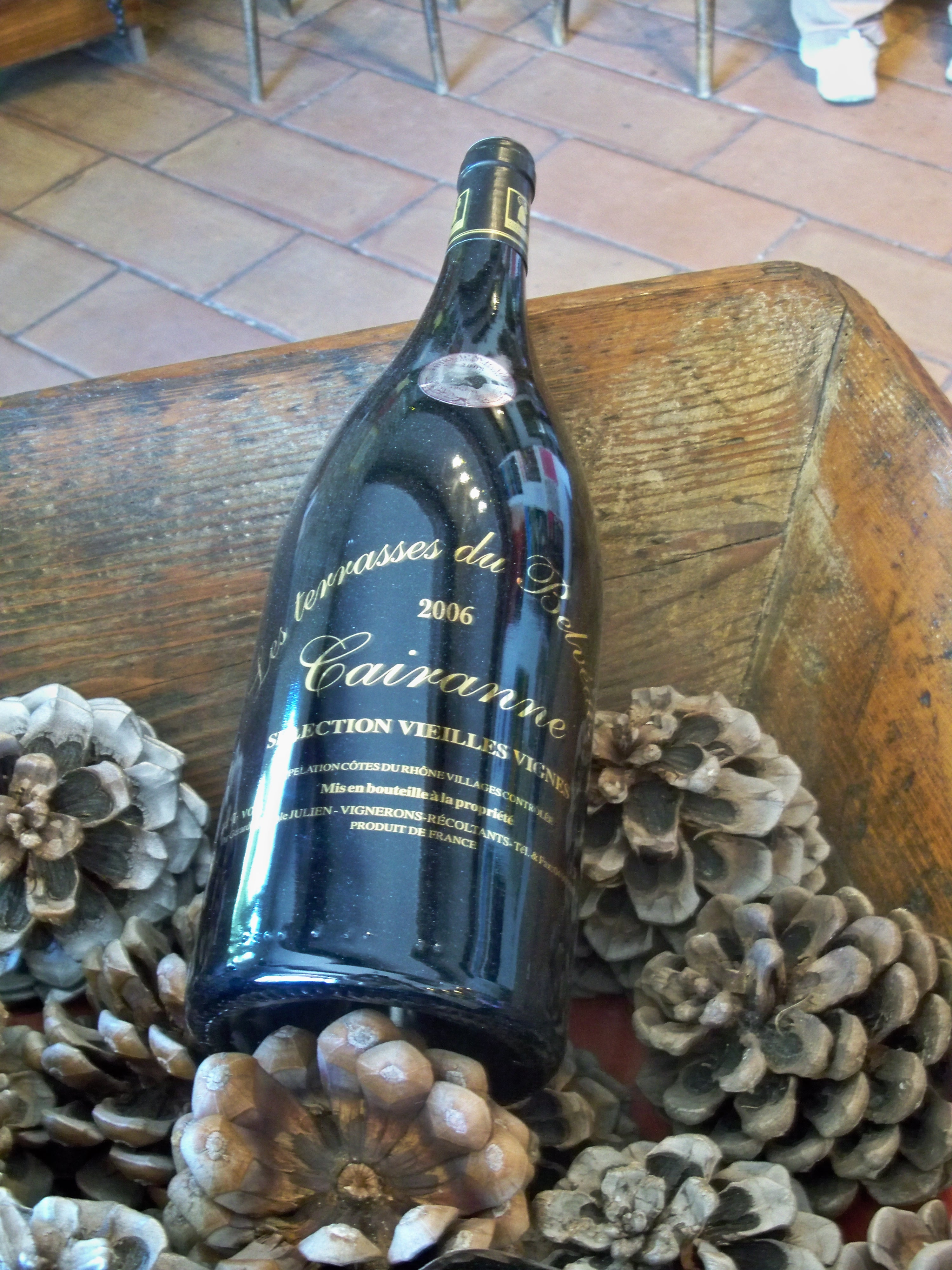
Een wijn uit de streek van Cairanne, gemaakt van de druiven van 'oude' wijnstokken.

Vieilles vignes (enkelvoud: vieille vigne) is een onofficiële Franse term die gebruikt wordt voor oude druivenstokken. In Duitsland duidt men dit aan met Alte Reben, in het Engels met old vines. De term wordt vooral gebruikt bij wijn die gemaakt is van de druiven van oude(re) wijnstokken.
Onder een oude wijnstok (druivenplant) verstaat men een stok van meer dan 70 jaar oud. Veel wijnboeren willen de term pas gebruiken indien de stok meer dan 100 jaar oud is. Daar deze ouderdom niet vastgelegd is wordt zij ook wel gebruikt voor jongere exemplaren.
Naarmate een druivenplant ouder wordt, wortelt zij dieper - en met een groter wortelgestel - in de bodem met als gevolg dat er meer mineralen, vooral uit grotere diepten, opgenomen kunnen worden. Wijn gemaakt van de druiven van deze stokken hebben zodoende meer smaakstoffen in zich dan de jongere. 
De oudste - nog vruchtdragende -  wijnstokken staan bij het kasteel 'Katzenzungen' in de Italiaanse gemeente Tisens in Alto Adige en in het Sloveense stadje Maribor.